# Sörträsket, Norrbotten
Sörträsket är en sjö i Bodens kommun i Norrbotten och ingår i Råneälven-Altersundets kustområde. Sjön har en area på 0,841 kvadratkilometer och ligger 24 meter över havet. Sjön avvattnas av vattendraget Lakabäcken.

## Delavrinningsområde
Sörträsket ingår i det delavrinningsområde (732166-178936) som SMHI kallar för Utloppet av Sörträsket. Medelhöjden är 36 meter över havet och ytan är 8,99 kvadratkilometer. Räknas de 4 avrinningsområdena uppströms in blir den ackumulerade arean 66,08 kvadratkilometer. Avrinningsområdets utflöde Lakabäcken mynnar i havet. Avrinningsområdet består mestadels av skog (71 procent) och sankmarker (16 procent). Avrinningsområdet har 0,84 kvadratkilometer vattenytor vilket ger det en sjöprocent på 9,3 procent.